# На Місяці як на Місяці
«На Місяці як на Місяці» — науково-фантастичне оповідання українського письменника Володимира Владка. Вперше було надруковано 1968 року в журналі «Україна» (Київ).

## Сюжет
Борис Поліщук і Джон Гарісон працювали на Місяці вахтовим методом. Перші 14-ть земних діб був місячний день і вони проводили польові спостереження. В другу частину вахти планету окутувала ніч і земляни оброблювали зібрані матеріали в лабораторії космічної бази. На 12-й день Борис знайшов пташине яйце великого розміру, а потім — ще чотири. На його думку це підтверджувало теорію, що Місяць був частиною Землі, а в космосі набув форму кулі. Напарники перенесли яйця ближче до своєї бази. Отримавши сповіщення від метеослужби про метеоритний дощ, Поліщук намагався перенести їх безпосередньо на базу, але вдалося врятувати лише одне яйце. Його він розмістив у шлюзовій камері. В більш сприятливих температурних умовах з яйця вилупився птеродактиль, але він прожив зовсім мало — шлюз зруйнував метеорит.